# Pausgraf Clemens VIII

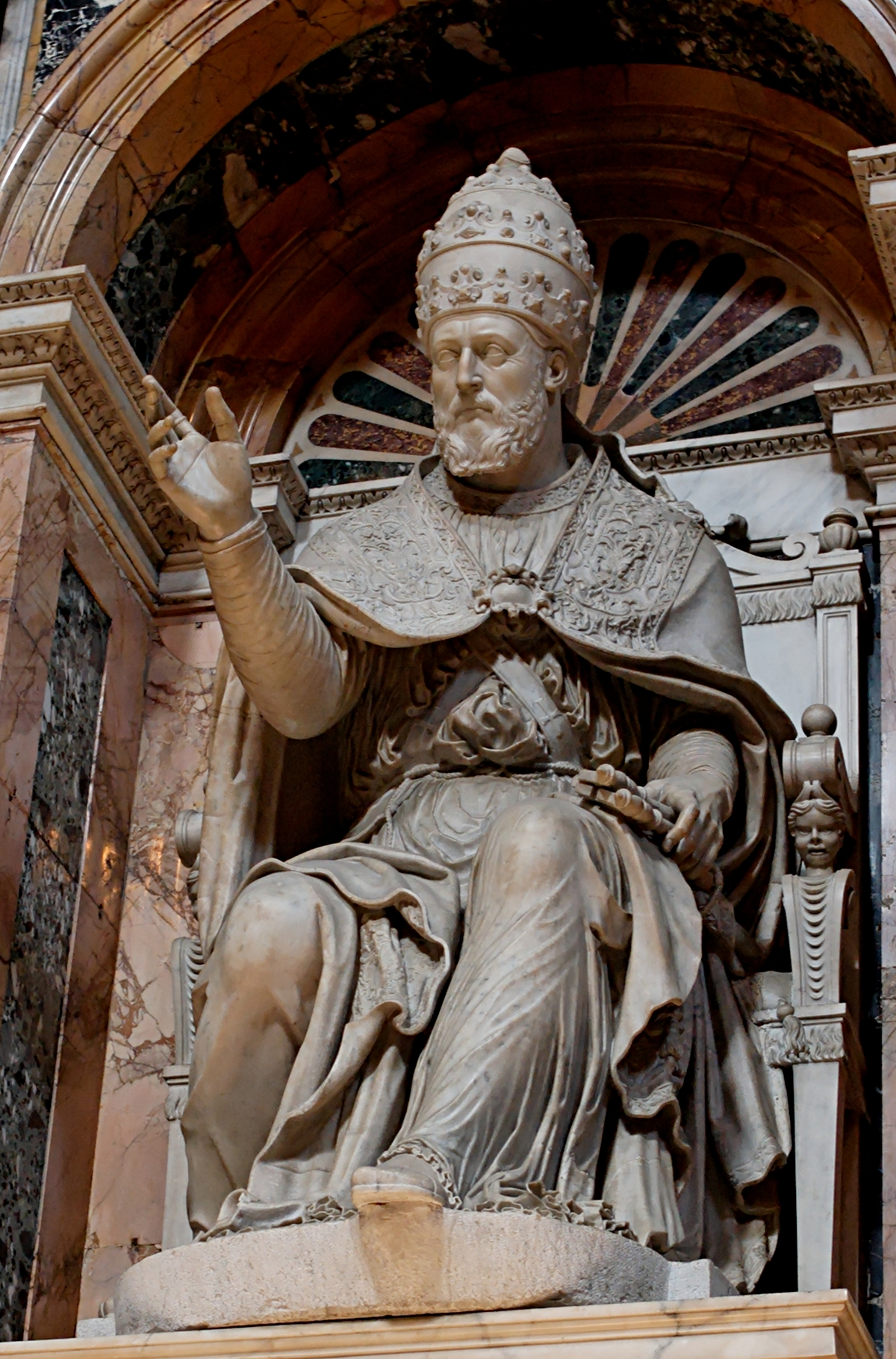
Beeld van Clemens VIII op zijn graftombe

Het Pausgraf Clemens VIII bevindt zich in de Paoline- of Borghesekapel binnen de basiliek van Santa Maria Maggiore in Rome. Het bestaat uit twee delen; een leeg praalgraf in de kerk zelf en een porfieren sarcofaag in de crypte. Paus Clemens VIII was paus van 1592 tot 1605. Zijn doopnaam was Ippolito Aldobrandini.
Het graf werd door de architect Flaminio Ponzio ontworpen en er hebben tussen 1611 en 1614 ten minste zeven met name bekende kunstenaars aan gewerkt.              
- Silla Viaggiu vervaardigde het beeld van Paus Clemens VIII
- Pietro Bernini vervaardigde de kariatiden en het reliëf van de kroning van de Paus
- Ambrogio Bonvincino vervaardigde het reliëf "de bezetting van Ferrara"
- Ippolito Buzzio vervaardigde het reliëf "het vredesverdrag tussen Hendrik IV van Frankrijk en Filips III van Spanje"
- Camillo Mariani en Francesco Mochi vervaardigden het reliëf "de heenzending van de troepen naar Hongarije"
- Giovanni A. Valsoldo vervaardigde het reliëf met "De heiligverklaring van Hyacinthus en Raymundus"
- Nicolo Cordier vervaardigde het standbeeld van de Heilige Aron en de Heilige Bernardus

Het grafmonument is gebouwd van hergebruikte blokken en platen wit en polychroom marmer, zogenaamde spolia. Het witte marmer werd gebruikt voor het beeld in de centrale nis, de omkadering van de sokkel, de reliëfs, de vier kariatiden en het middendeel met het pauselijk wapen. Voor de overige onderdelen werden diverse soorten gekleurd marmer gebruikt. 

## Inscripties
Op de in het Latijn gestelde plaquettes op het monument liet paus Paulus V de loopbaan van zijn voorganger beschrijven:
A SCHISMATA IN ROM ECCLESIAE COMPLEXUM ADMISSIS

HENRICO IV APOSTOLICA CHARITATE RECEPTO

GALLIARUM REGNO CUM MAGNO RELIGIONIS BONOPOST

DIVTURNA BELLA PARATO

INTER EVMDEN REGEM IAM ALPIBUS INSIDENTEM ET DVCEM

SABAVDIAE

POST PETRVM ALDOBRANDINVM LEGATA PACE FIRMATA

SAECULARI ANNO IVBILAEI MIRAE PIETATIS DOCVMENTIS CVMVLATO

PONTIFICIA MAEISTATE VBIQVE CONSTANTER ASSERTA

SEDET ANNOS XIII MENSEM I DIES IV OBJJT NON, MARTII MDCV

AETATIS LXVIII

CORPVS E TEMPORARIO VATICANVS TVMVLO HVG TRANSTERRI

CVRAVIT DII XXIII APR MDCXLVI

M. ANTONIVS BURGHESIS PRINCEPS SYLMONIS PAVLI  V E FRATRE NEPOS

LEGATO IN GALLIAS ALEXANDRO MEDICEO S.R.E. CARD

PACEM INTER POTENTISSIMOS REGES

MAGNA TEMPORVM FELICITATE POSVIT

FERRARIENSEM DITIONEM EXERCITV CELERRIME COMPARATO

SINE SANGVISNIS EFFVSIONE VICTOR

SEDI APOSTOLICAE RECVPERAVIT

HYACINTHVM  POLONVM ET RAYMVNDVM HISPANVM

EX PRAEDICATORVM FAMILIA

VIRTVTE ET MIRACVLIS CLAROS SANCTORVM NUMERO ADSCIPSIT

IO. FRANCISCVM ALDOBRANDINVM CUM VALIDISSIMIS COPIIS

AD OTHOMANICAS EXPEDITIONES COERGENDAS

TER IN PANNONIAM MISET
Op de porfieren sarcofaag in de crypte onder de kapel staat de tekst:

CLEMENS      VIII      PONT.     MAX.

MDXXXVI      HYPPOLITHVS     ALDOBRANDINI            MDCV

## Dood en begrafenis
Paus Clemens VIII overleed op 3 maart 1605 te Rome op 69-jarige leeftijd. Zijn gebalsemde lichaam werd in een loden kist geplaatst en begraven in de oude, nog niet helemaal vervangen basiliek van Sint Pieter. In 1615 was de Cappella Paolina, ofwel de Cappella Borghese, in de Santa Maria Maggiore gereed, maar het verplaatsen van de loden kist met de resten van de paus naar de Borghese crypte onder de kapel vond pas in 1646 plaats. In 1942 is bij een renovatie van de crypte de loden kist, evenals die van opdrachtgever paus Paulus V, geplaatst in een sarcofaag van purperkleurig porfier met een opschrift in goud. 

## Ontstaansgeschiedenis van het monument
Direct na de dood van Clemens VIII heeft zijn opvolger paus Paulus V opdracht gegeven tot de bouw van een kapel met twee gelijke grafmonumenten in het linker transept van de Santa Maria Maggiore. Hij had daartoe een tweeledig doel: een ereplaats voor het vroegchristelijke Maria-icoon Salus Populi Romani en een grafkapel voor zowel zijn voorganger en weldoener Clemens VIII als voor zichzelf. Beide pausen hadden een grote verering voor de Heilige Maagd Maria en daaruit verklaart men hun wens om hun laatste rustplaats te vinden in een basiliek die aan de Moeder Gods gewijd is. Deze grafkapel is duidelijk geïnspireerd op de grafkapellen van de pausen Sixtus V en Pius V, de "Sixtijnse kapel", niet te verwarren met de bekendere Sixtijnse Kapel naast de Sint Pieter in het Vaticaan, in het rechtertransept van de Santa Maria Maggiore. Ook in deze oudere kapel vindt men twee vrijwel identieke graven. Flamino Ponzio, de voor de graven verantwoordelijke hofarchitect van Paulus V, was korte tijd in de leer bij Domenico Fontana, de hofarchitect van Sixtus V en ontwerper van deze Sixtijnse kapel.
Uit de in de Romeinse archieven bewaard gebleven rekeningen is op te maken dat de kosten voor de totale kapel destijds 299.261 scudi en 61 baiocchi bedroegen. 

## Beschrijving van het monument
Het wandmonument bevindt zich bij binnenkomst van de Paolinakapel aan de rechterzijde, tegenover het monument ter nagedachtenis van paus Paulus V. De architectuur en de decoratie van de monumenten vormen één geheel, waardoor de kapel gezien moet worden als een Gesamtkunstwerk. Het monument volgt getrouw de indeling van classicistische triomfbogen en beslaat nagenoeg de gehele wand. Het monumentale graf heeft een door de Romeinse architectuur geïnspireerde verticale driedeling over een vierdelige gelaagdheid. De verdieping met de triomfboog is even hoog als de overige verdiepingen samen.
De sokkel bestaat uit vooruitspringende, veelkleurige basementen, waarop de vier groenmarmeren zuilen in het tweede register rusten. De kaders van zowel basementen als platen zijn in wit marmer uitgevoerd. De zuilen hebben een hoofdgestel van de Korinthische orde en dragen de kroonlijst. Het middelste gedeelte van de tweede laag bestaat uit een nis met een triomfboog, gedragen door kleinere zuilen van een iets geringere omvang en gemaakt uit dezelfde kleur marmer als de grote zuilen. In de nis bevindt zich het beeld van een zittende Clemens VIII. De bebaarde paus is verbeeld in een actieve houding; hij maakt een zegenend gebaar en lijkt zich naar de bezoekers te wenden met een beweging, die een bijna opstaan suggereert.
De paus draagt een tiara en is afgebeeld in pontificale kleding; onderdelen als albe, pluviale en rationale met een minutieuze detaillering en sandalen als schoeisel.
Onder de zetel van de paus is eveneens een zwartmarmeren plaquette met inscriptie aangebracht. De rechthoekige vakken ter weerszijden van de nis bevatten reliëfs met twee voorstellingen van militaire aard die plaatsvonden tijdens het pontificaat van Clemens VIII. Linksonder is de inname van Ferrara door de pauselijke troepen afgebeeld, rechts de heenzending van de troepen naar Hongarije in de strijd tegen de Turken. Boven deze twee voorstellingen zijn tussen de kapitelen versierselen met guirlandes en engelenkopjes aangebracht.
Boven deze verdieping is een kroonlijst,op zijn beurt de basis voor de volgende geleding met nog eens drie, vredelievender, reliëfs, aangebracht. Deze reliëfs zijn tussen vier kariatiden geplaatst. Het vierkante reliëf in het midden geeft de kroning van Clemens VIII door kardinaal Sforza weer. Het rechthoekige linker reliëf stelt het vredesverdrag tussen Spanje en Frankrijk voor, terwijl het eveneens rechthoekige aan de rechterzijde de heiligverklaring van Hyacinthus en Raimundus verbeeld is. De vier vrouwenfiguren dragen een tweede kroonlijst, die de basis vormt voor een gebogen, gebroken fronton, waarin het pauselijke wapen is opgenomen. 
Boven op het monument zijn op de uiteinden van de kroonlijst, boven de buitenste kariatiden, siervazen geplaatst. De keuze van de hoogtepunten uit het pontificaat op de  vertoont grote overeenkomst met die van het tegenoverstaande grafmonument van paus Paulus V.

## Geschiedenis van het monument
Het grafmonument bevindt zich  op de oorspronkelijke plaats en is in de oorspronkelijke staat. Er zijn sinds de bouw geen wijzigingen aangebracht en het monument werd tijdens de Tweede Wereldoorlog niet beschadigd. 

## Betekenis en belang van het monument
Met dit grafmonument voor Clemens VIII gaf paus Paulus V blijk van zijn waardering voor zijn voorganger en promotor paus Clemens VIII en van hun gedeelde adoratie voor de H. Maagd. Kunsthistorisch wordt het monument beschouwd als het laatste pausgraf van het Maniërisme. Het geeft de overgang naar de Barok aan. De Cappella Paolina met de grafmonumenten voor Paulus V en Clemens VIII is een van de rijkst gedecoreerde kapellen van Rome en in feite een complete kerk in een kerk, inclusief eigen narthex, crypte en sacristie. Ook werd het een historisch belangrijke plaats. Door de eeuwen heen kwam men hier bijeen om te bidden, niet alleen in tijden van politieke onrust maar ook tijdens grote zeeslagen en tijdens de Tweede Wereldoorlog.